# Aphanogmus javensis
Aphanogmus javensis är en stekelart som först beskrevs av Girault 1917.  Aphanogmus javensis ingår i släktet Aphanogmus och familjen pysslingsteklar. Inga underarter finns listade i Catalogue of Life.